# Pihalni orkester Rokava Marezige
Pihalni orkester Rokava Marezige je orkester iz Marezig, ki ga sestavlja kar 60 glasbenikov.

## Zgodovina
Začetki segajo v leto 1921, ko so se 15. maja Marežgani uprli fašizmu in postali eni izmed prvih antifašistov v Evropi. Vas je zaznamoval upor, zato je bilo delovanje pevskega zbora onemogočeno. Oblast je dovolila le cerkveni zbor in godbo na pihala, zato so bili domači glasbeniki primorani sodelovati z Italijani. 
Na raznih sprejemih uradnikov, so igrali in tako v zameno dobili dovoljenje, da so lahko igrali, na raznih veselicah, zabavah in porokah. Kasneje pa so člani orkestra sodelovali v drugi svetovni vojni, tako da je v tistem času glasba zamrla. Vendar je oživela, takoj ko se godbeniki vrnili iz vojne. 
Godbo je takrat vodil M. Kocjančiča, ki je vztrajal, da se godba mora ohranjati in ne sme nikoli utoniti v pozabo. Od leta 1977 je godba delovala pod okriljem Kulturno-umetniškega društva Ivan Cankar Marezige. Pridobili so si veliko novih članov, velikokrat pa so tudi sodelovali z godbeniki iz Gasilskega društva Babiči. 

### Samostojna godbena šola
Leta 1985 pa je društvo dobilo novega »vodjo« Peršič Nikolaja, ki si je prizadeval za otvoritev oddelka glabene šole, vendar jih Glasbena šola Koper ni podpirala, zato so ustanovili samostojno godbeno šolo. Najprej so se v njej učili igrati na trobila in pihala, kasneje pa tudi na tolkala. Leta 1991 so ustanovili Mladinski pihalni orkester (predvidel je pripravo godbenikov za vstop v Pihalni orkester Marezige), novembra naslednje leto pa se je Mladinski pihalni orkester združil s Pihalnim orkestrom Marezige, dirigent pa je postal Boris Babič.
Leta 1997 se je Kulturno-umetniško društvo Ivan Cankar preimenovalo v Kulturno društvo Marezige, orkester pa zaradi pridobitev generalnega sponzorja v Pihalni orkester Rokava Marezige. Istega leta se je orkester prvič udeležil tekmovanja Zveze pihalnih orkestrov Slovenije v 3. težavnostni stopnji, kjer so bili nagrajeni s Srebrno listino. 
Leto kasneje pa so organizirali 23. srečanje pihalnih orkestrov Istre in ker je bilo zelo uspešno ga organizirajo vsako leto maja. Pihalni orkester pa je tudi  prvi slovenski orkester, ki je zaigral slovensko himno 1. maja 2004 na evropski kulturni prireditvi v Španiji.

## 100-letnica delovanja
Leta 2001 je v Marezigah začel delovati dislocirani oddelek Glasbene šole Koper. Po skoraj 30 letih prizadevanj so se otroci iz Marezig in okolice lahko prvič vpisali v čisto pravo glasbeno šolo, kar je pomenilo, da bodo lahko imeli priznano glasbeno izobrazbo. 
Za orkester je bila to velika finančna in strokovna razbremenitev, hkrati pa zagotovilo za stalen pritok mladega, izobraženega kadra, na katerem je možno graditi kvalitetno rast orkestra. V letu 2006 pa je Pihalni orkester Marezige praznoval 100. obletnico svojega delovanja.

## Izdani CD-ji
- Prijatelji ustvarjamo glasbo in glasba prijatelje (samozaložba, 2000).